# Vuhlehirsk
Vuhlehirsk este un oraș din Ucraina.